# 和平水库
和平水库是中国吉林省通化市柳河县境内的一座水库，位于辉发河支流红石河上，建于1979年。水库正常库容为1057万立方米，集雨面积为73平方千米，海拔为464.15米。